# 5e étape du Tour de France 2016
Pour un article plus général, voir Tour de France 2016.
La 5e étape du Tour de France 2016 se déroule le mercredi 6 juillet 2016 entre Limoges et Le Lioran sur une distance de 216 kilomètres.

## Parcours
Cette étape vallonnée dans sa première partie avant la moyenne montagne et les quatre ascensions dans les 50 derniers kilomètres constituent un premier test pour le peloton. Les coureurs partiront de Limoges vers l'est en direction du Massif-Central. Après la première côte, de 4e catégorie, à Saint-Leonard-de-Noblat, ville de Raymond Poulidor, le peloton continuera vers la Corrèze puis le Cantal. C'est alors que 5 ascensions vont s’enchaîner jusqu’à l'arrivée au Lioran. D'abord au km 142,5 la Côte du Puy Saint Mary (6,8 Km à 3,9%, 3e catégorie) puis au km 173,5 le col de Néronne (7,1 Km à 3%, 3e catégorie) puis au km 185 le pas de Peyrol (Puy Mary – 1589 m) (5,4 km à 8,1%, 2e catégorie) puis au km 201,5 le col du Perthus (1309m) – (4,4 km à 7,9%, 2e catégorie) et enfin au km 213,5 le col de Font-de-Cère (3,3 Km à 5,8%, 3e catégorie). La descente après ce dernier col risque de surprendre car elle est sinueuse (empruntée par des skieurs l'hiver) et se termine en passant sur un pont étroit.

## Résultats

### Classement de l'étape
| \| Classement de l'étape \| Classement de l'étape \| Classement de l'étape \| Classement de l'étape \| Classement de l'étape \| \| Coureur \| Coureur \| Pays \| Équipe \| Temps \| \| --------------------- \| --------------------- \| --------------------- \| --------------------- \| --------------------- \| \| 1er \| Greg Van Avermaet \| Belgique \| BMC Racing Team \| 5 h 31 min 36 s \| \| 2e \| Thomas De Gendt \| Belgique \| Lotto-Soudal \| + 2 min 34 s \| \| 3e \| Rafał Majka \| Pologne \| Tinkoff \| + 5 min 04 s \| \| 4e \| Joaquim Rodríguez \| Espagne \| Katusha \| + 5 min 04 s \| \| 5e \| Dan Martin \| Irlande \| Etixx-Quick Step \| + 5 min 07 s \| \| 6e \| Bartosz Huzarski \| Pologne \| Bora-Argon 18 \| + 5 min 07 s \| \| 7e \| Julian Alaphilippe \| France \| Etixx-Quick Step \| + 5 min 07 s \| \| 8e \| Adam Yates \| Royaume-Uni \| Orica-BikeExchange \| + 5 min 07 s \| \| 9e \| Christopher Froome \| Royaume-Uni \| Team Sky \| + 5 min 07 s \| \| 10e \| Tejay van Garderen \| États-Unis \| BMC Racing Team \| + 5 min 07 s \| |                    |             |                    |                 |
| |                    |             |                    |                 |
| Source : ProCyclingStats |                    |             |                    |                 |
| Classement de l'étape |                    |             |                    |                 |
| Coureur | Coureur            | Pays        | Équipe             | Temps           |
| 1er | Greg Van Avermaet  | Belgique    | BMC Racing Team    | 5 h 31 min 36 s |
| 2e | Thomas De Gendt    | Belgique    | Lotto-Soudal       | + 2 min 34 s    |
| 3e | Rafał Majka        | Pologne     | Tinkoff            | + 5 min 04 s    |
| 4e | Joaquim Rodríguez  | Espagne     | Katusha            | + 5 min 04 s    |
| 5e | Dan Martin         | Irlande     | Etixx-Quick Step   | + 5 min 07 s    |
| 6e | Bartosz Huzarski   | Pologne     | Bora-Argon 18      | + 5 min 07 s    |
| 7e | Julian Alaphilippe | France      | Etixx-Quick Step   | + 5 min 07 s    |
| 8e | Adam Yates         | Royaume-Uni | Orica-BikeExchange | + 5 min 07 s    |
| 9e | Christopher Froome | Royaume-Uni | Team Sky           | + 5 min 07 s    |
| 10e | Tejay van Garderen | États-Unis  | BMC Racing Team    | + 5 min 07 s    |

### Points attribués
| Sprint intermédiaire Mauriac (km 144,5) | Sprint intermédiaire Mauriac (km 144,5) | Sprint intermédiaire Mauriac (km 144,5) | Sprint intermédiaire Mauriac (km 144,5) | Sprint intermédiaire Mauriac (km 144,5) |
| --------------------------------------- | --------------------------------------- | --------------------------------------- | --------------------------------------- | --------------------------------------- |
|                                         | Coureur                                 | Pays                                    | Équipe                                  | Point(s)                                |
| 1er                                     | Greg Van Avermaet                       | Belgique                                | BMC                                     | 20                                      |
| 2e                                      | Andriy Grivko                           | Ukraine                                 | Astana                                  | 17                                      |
| 3e                                      | Thomas De Gendt                         | Belgique                                | Lotto-Soudal                            | 15                                      |
| 4e                                      | Serge Pauwels                           | Belgique                                | Dimension Data                          | 13                                      |
| 5e                                      | Romain Sicard                           | France                                  | Direct Énergie                          | 11                                      |
| 6e                                      | Rafał Majka                             | Pologne                                 | Tinkoff                                 | 10                                      |
| 7e                                      | Cyril Gautier                           | France                                  | AG2R La Mondiale                        | 9                                       |
| 8e                                      | Florian Vachon                          | France                                  | Fortuneo-Vital Concept                  | 8                                       |
| 9e                                      | Bartosz Huzarski                        | Pologne                                 | Bora-Argon 18                           | 7                                       |
| 10e                                     | Bryan Coquard                           | France                                  | Direct Énergie                          | 6                                       |
| 11e                                     | Marcel Kittel                           | Allemagne                               | Etixx-Quick Step                        | 5                                       |
| 12e                                     | Mark Cavendish                          | Royaume-Uni                             | Dimension Data                          | 4                                       |
| 13e                                     | Peter Sagan                             | Slovaquie                               | Tinkoff                                 | 3                                       |
| 14e                                     | Mark Renshaw                            | Australie                               | Dimension Data                          | 2                                       |
| 15e                                     | Fabio Sabatini                          | Italie                                  | Etixx-Quick Step                        | 1                                       |
| modifier                                |                                         |                                         |                                         |                                         |

| Arrivée d'étape Le Lioran (km 216) | Arrivée d'étape Le Lioran (km 216) | Arrivée d'étape Le Lioran (km 216) | Arrivée d'étape Le Lioran (km 216) | Arrivée d'étape Le Lioran (km 216) |
| ---------------------------------- | ---------------------------------- | ---------------------------------- | ---------------------------------- | ---------------------------------- |
|                                    | Coureur                            | Pays                               | Équipe                             | Point(s)                           |
| 1er                                | Greg Van Avermaet                  | Belgique                           | BMC Racing                         | 30                                 |
| 2e                                 | Thomas De Gendt                    | Belgique                           | Lotto-Soudal                       | 25                                 |
| 3e                                 | Rafał Majka                        | Pologne                            | Tinkoff                            | 22                                 |
| 4e                                 | Joaquim Rodríguez                  | Espagne                            | Katusha                            | 19                                 |
| 5e                                 | Daniel Martin                      | Irlande                            | Etixx-Quick Step                   | 17                                 |
| 6e                                 | Bartosz Huzarski                   | Pologne                            | Bora-Argon 18                      | 15                                 |
| 7e                                 | Julian Alaphilippe                 | France                             | Etixx-Quick Step                   | 13                                 |
| 8e                                 | Adam Yates                         | Royaume-Uni                        | Orica-BikeExchange                 | 11                                 |
| 9e                                 | Christopher Froome                 | Royaume-Uni                        | Sky                                | 9                                  |
| 10e                                | Tejay van Garderen                 | États-Unis                         | BMC Racing                         | 7                                  |
| 11e                                | Pierre Rolland                     | France                             | Cannondale-Drapac                  | 6                                  |
| 12e                                | Richie Porte                       | Australie                          | BMC Racing                         | 5                                  |
| 13e                                | Romain Bardet                      | France                             | AG2R La Mondiale                   | 4                                  |
| 14e                                | Sébastien Reichenbach              | Suisse                             | FDJ                                | 3                                  |
| 15e                                | Nairo Quintana                     | Colombie                           | Movistar                           | 2                                  |
| modifier                           |                                    |                                    |                                    |                                    |

|   | Coureur           | Pays | Équipe       | Secondes |
| - | ----------------- | ---- | ------------ | -------- |
| 1 | Greg Van Avermaet |      | BMC Racing   | 10 s     |
| 2 | Thomas De Gendt   |      | Lotto-Soudal | 6 s      |
| 3 | Rafał Majka       |      | Tinkoff      | 4 s      |

### Cols et côtes
| Côte de Saint-Léonard-de-Noblat (km 16,5) 4e catégorie (1,7 km à 5,2%) | Côte de Saint-Léonard-de-Noblat (km 16,5) 4e catégorie (1,7 km à 5,2%) | Côte de Saint-Léonard-de-Noblat (km 16,5) 4e catégorie (1,7 km à 5,2%) | Côte de Saint-Léonard-de-Noblat (km 16,5) 4e catégorie (1,7 km à 5,2%) | Côte de Saint-Léonard-de-Noblat (km 16,5) 4e catégorie (1,7 km à 5,2%) |
| ---------------------------------------------------------------------- | ---------------------------------------------------------------------- | ---------------------------------------------------------------------- | ---------------------------------------------------------------------- | ---------------------------------------------------------------------- |
|                                                                        | Coureur                                                                | Pays                                                                   | Équipe                                                                 | Point(s)                                                               |
| 1er                                                                    | Jasper Stuyven                                                         | Belgique                                                               | Trek-Segafredo                                                         | 1                                                                      |
| modifier                                                               |                                                                        |                                                                        |                                                                        |                                                                        |

| Côte du Puy Saint-Mary (km 142,5) 3e catégorie (6,8 km à 3,9%) | Côte du Puy Saint-Mary (km 142,5) 3e catégorie (6,8 km à 3,9%) | Côte du Puy Saint-Mary (km 142,5) 3e catégorie (6,8 km à 3,9%) | Côte du Puy Saint-Mary (km 142,5) 3e catégorie (6,8 km à 3,9%) | Côte du Puy Saint-Mary (km 142,5) 3e catégorie (6,8 km à 3,9%) |
| -------------------------------------------------------------- | -------------------------------------------------------------- | -------------------------------------------------------------- | -------------------------------------------------------------- | -------------------------------------------------------------- |
|                                                                | Coureur                                                        | Pays                                                           | Équipe                                                         | Point(s)                                                       |
| 1er                                                            | Thomas De Gendt                                                | Belgique                                                       | Lotto-Soudal                                                   | 2                                                              |
| 2e                                                             | Andriy Grivko                                                  | Ukraine                                                        | Astana                                                         | 1                                                              |
| modifier                                                       |                                                                |                                                                |                                                                |                                                                |

| Col de Néronne (km 173,5) 3e catégorie (7,1 km à 3%) | Col de Néronne (km 173,5) 3e catégorie (7,1 km à 3%) | Col de Néronne (km 173,5) 3e catégorie (7,1 km à 3%) | Col de Néronne (km 173,5) 3e catégorie (7,1 km à 3%) | Col de Néronne (km 173,5) 3e catégorie (7,1 km à 3%) |
| ---------------------------------------------------- | ---------------------------------------------------- | ---------------------------------------------------- | ---------------------------------------------------- | ---------------------------------------------------- |
|                                                      | Coureur                                              | Pays                                                 | Équipe                                               | Point(s)                                             |
| 1er                                                  | Thomas De Gendt                                      | Belgique                                             | Lotto-Soudal                                         | 2                                                    |
| 2e                                                   | Greg Van Avermaet                                    | Belgique                                             | BMC                                                  | 1                                                    |
| modifier                                             |                                                      |                                                      |                                                      |                                                      |

| Pas de Peyrol - Puy Mary (km 185) 2e catégorie (5,4 km à 8,1%) | Pas de Peyrol - Puy Mary (km 185) 2e catégorie (5,4 km à 8,1%) | Pas de Peyrol - Puy Mary (km 185) 2e catégorie (5,4 km à 8,1%) | Pas de Peyrol - Puy Mary (km 185) 2e catégorie (5,4 km à 8,1%) | Pas de Peyrol - Puy Mary (km 185) 2e catégorie (5,4 km à 8,1%) |
| -------------------------------------------------------------- | -------------------------------------------------------------- | -------------------------------------------------------------- | -------------------------------------------------------------- | -------------------------------------------------------------- |
|                                                                | Coureur                                                        | Pays                                                           | Équipe                                                         | Point(s)                                                       |
| 1er                                                            | Thomas De Gendt                                                | Belgique                                                       | Lotto-Soudal                                                   | 5                                                              |
| 2e                                                             | Greg Van Avermaet                                              | Belgique                                                       | BMC                                                            | 3                                                              |
| 3e                                                             | Andriy Grivko                                                  | Ukraine                                                        | Astana                                                         | 2                                                              |
| 4e                                                             | Rafał Majka                                                    | Pologne                                                        | Tinkoff                                                        | 1                                                              |
| modifier                                                       |                                                                |                                                                |                                                                |                                                                |

| Col du Perthus (km 201,5) 2e catégorie (4,4 km à 7,9%) | Col du Perthus (km 201,5) 2e catégorie (4,4 km à 7,9%) | Col du Perthus (km 201,5) 2e catégorie (4,4 km à 7,9%) | Col du Perthus (km 201,5) 2e catégorie (4,4 km à 7,9%) | Col du Perthus (km 201,5) 2e catégorie (4,4 km à 7,9%) |
| ------------------------------------------------------ | ------------------------------------------------------ | ------------------------------------------------------ | ------------------------------------------------------ | ------------------------------------------------------ |
|                                                        | Coureur                                                | Pays                                                   | Équipe                                                 | Point(s)                                               |
| 1er                                                    | Greg Van Avermaet                                      | Belgique                                               | BMC                                                    | 5                                                      |
| 2e                                                     | Thomas De Gendt                                        | Belgique                                               | Lotto-Soudal                                           | 3                                                      |
| 3e                                                     | Andriy Grivko                                          | Ukraine                                                | Astana                                                 | 2                                                      |
| 4e                                                     | Rafał Majka                                            | Pologne                                                | Tinkoff                                                | 1                                                      |
| modifier                                               |                                                        |                                                        |                                                        |                                                        |

| Col de Font-de-Cère (km 213,5) 3e catégorie (3,3 km à 5,8%) | Col de Font-de-Cère (km 213,5) 3e catégorie (3,3 km à 5,8%) | Col de Font-de-Cère (km 213,5) 3e catégorie (3,3 km à 5,8%) | Col de Font-de-Cère (km 213,5) 3e catégorie (3,3 km à 5,8%) | Col de Font-de-Cère (km 213,5) 3e catégorie (3,3 km à 5,8%) |
| ----------------------------------------------------------- | ----------------------------------------------------------- | ----------------------------------------------------------- | ----------------------------------------------------------- | ----------------------------------------------------------- |
|                                                             | Coureur                                                     | Pays                                                        | Équipe                                                      | Point(s)                                                    |
| 1er                                                         | Greg Van Avermaet                                           | Belgique                                                    | BMC                                                         | 2                                                           |
| 2e                                                          | Thomas De Gendt                                             | Belgique                                                    | Lotto-Soudal                                                | 1                                                           |
| modifier                                                    |                                                             |                                                             |                                                             |                                                             |

## Classements à l'issue de l'étape

### Classement général
| \| Classement général \| Classement général \| Classement général \| Classement général \| Classement général \| \| Coureur \| Coureur \| Pays \| Équipe \| Temps \| \| ------------------ \| ------------------ \| ------------------ \| ------------------ \| ------------------ \| \| 1er \| Greg Van Avermaet \| Belgique \| BMC Racing Team \| 25 h 34 min 46 s \| \| 2e \| Julian Alaphilippe \| France \| Etixx-Quick Step \| + 5 min 11 s \| \| 3e \| Alejandro Valverde \| Espagne \| Movistar Team \| + 5 min 13 s \| \| 4e \| Joaquim Rodríguez \| Espagne \| Katusha \| + 5 min 14 s \| \| 5e \| Christopher Froome \| Royaume-Uni \| Team Sky \| + 5 min 17 s \| \| 6e \| Warren Barguil \| France \| Giant-Alpecin \| + 5 min 17 s \| \| 7e \| Nairo Quintana \| Colombie \| Movistar Team \| + 5 min 17 s \| \| 8e \| Fabio Aru \| Italie \| Astana \| + 5 min 17 s \| \| 9e \| Pierre Rolland \| France \| Cannondale-Drapac \| + 5 min 17 s \| \| 10e \| Dan Martin \| Irlande \| Etixx-Quick Step \| + 5 min 17 s \| |                    |             |                   |                  |
| |                    |             |                   |                  |
| Source : ProCyclingStats |                    |             |                   |                  |
| Classement général |                    |             |                   |                  |
| Coureur | Coureur            | Pays        | Équipe            | Temps            |
| 1er | Greg Van Avermaet  | Belgique    | BMC Racing Team   | 25 h 34 min 46 s |
| 2e | Julian Alaphilippe | France      | Etixx-Quick Step  | + 5 min 11 s     |
| 3e | Alejandro Valverde | Espagne     | Movistar Team     | + 5 min 13 s     |
| 4e | Joaquim Rodríguez  | Espagne     | Katusha           | + 5 min 14 s     |
| 5e | Christopher Froome | Royaume-Uni | Team Sky          | + 5 min 17 s     |
| 6e | Warren Barguil     | France      | Giant-Alpecin     | + 5 min 17 s     |
| 7e | Nairo Quintana     | Colombie    | Movistar Team     | + 5 min 17 s     |
| 8e | Fabio Aru          | Italie      | Astana            | + 5 min 17 s     |
| 9e | Pierre Rolland     | France      | Cannondale-Drapac | + 5 min 17 s     |
| 10e | Dan Martin         | Irlande     | Etixx-Quick Step  | + 5 min 17 s     |

### Classement par points
| Classement par points | Classement par points | Classement par points | Classement par points | Classement par points |
| --------------------- | --------------------- | --------------------- | --------------------- | --------------------- |
|                       | Coureur               | Pays                  | Équipe                | Point(s)              |
| 1er                   | Peter Sagan           | Slovaquie             | Tinkoff               | 150 points            |
| 2e                    | Mark Cavendish        | Royaume-Uni           | Dimension Data        | 146 pts               |
| 3e                    | Marcel Kittel         | Allemagne             | Etixx-Quick Step      | 142 pts               |
| 4e                    | Bryan Coquard         | France                | Direct Énergie        | 89 pts                |
| 5e                    | André Greipel         | Allemagne             | Lotto-Soudal          | 87 pts                |
| 6e                    | Greg Van Avermaet     | Belgique              | BMC Racing            | 67 pts                |
| 7e                    | Alexander Kristoff    | Norvège               | Katusha               | 56 pts                |
| 8e                    | Julian Alaphilippe    | France                | Etixx-Quick Step      | 50 pts                |
| 9e                    | Thomas De Gendt       | Belgique              | Lotto-Soudal          | 48 pts                |
| 10e                   | Edward Theuns         | Belgique              | Trek-Segafredo        | 45 pts                |
| modifier              |                       |                       |                       |                       |

### Classement du meilleur grimpeur
| Classement du meilleur grimpeur | Classement du meilleur grimpeur | Classement du meilleur grimpeur | Classement du meilleur grimpeur | Classement du meilleur grimpeur |
| ------------------------------- | ------------------------------- | ------------------------------- | ------------------------------- | ------------------------------- |
|                                 | Coureur                         | Pays                            | Équipe                          | Point(s)                        |
| 1er                             | Thomas De Gendt                 | Belgique                        | Lotto-Soudal                    | 13 points                       |
| 2e                              | Greg Van Avermaet               | Belgique                        | BMC Racing                      | 11 pts                          |
| 3e                              | Jasper Stuyven                  | Belgique                        | Trek-Segafredo                  | 5 pts                           |
| 4e                              | Andriy Grivko                   | Ukraine                         | Astana                          | 5 pts                           |
| 5e                              | Paul Voss                       | Allemagne                       | Bora-Argon 18                   | 2 pts                           |
| 6e                              | Rafał Majka                     | Pologne                         | Tinkoff                         | 2 pts                           |
| 7e                              | Armindo Fonseca                 | France                          | Fortuneo-Vital Concept          | 1 pt                            |
| 8e                              | Vegard Breen                    | Norvège                         | Fortuneo-Vital Concept          | 1 pt                            |
| 9e                              | Markel Irizar                   | Espagne                         | Trek-Segafredo                  | 1 pt                            |
| 10e                             | Roman Kreuziger                 | Tchéquie                        | Tinkoff                         | 1 pt                            |
| modifier                        |                                 |                                 |                                 |                                 |

### Classement du meilleur jeune
| Classement général du meilleur jeune | Classement général du meilleur jeune | Classement général du meilleur jeune | Classement général du meilleur jeune | Classement général du meilleur jeune |
|                                      | Coureur                              | Pays                                 | Équipe                               | Temps                                |
| ------------------------------------ | ------------------------------------ | ------------------------------------ | ------------------------------------ | ------------------------------------ |
| 1er                                  | Julian Alaphilippe                   | France                               | Etixx-Quick Step                     | en 25 h 39 min 57 s                  |
| 2e                                   | Warren Barguil                       | France                               | Giant-Alpecin                        | + 6 s                                |
| 3e                                   | Wilco Kelderman                      | Pays-Bas                             | Lotto NL-Jumbo                       | + 6 s                                |
| 4e                                   | Adam Yates                           | Royaume-Uni                          | Orica-BikeExchange                   | + 6 s                                |
| 5e                                   | Louis Meintjes                       | Afrique du Sud                       | Lampre-Merida                        | + 17 s                               |
| modifier                             |                                      |                                      |                                      |                                      |

### Classement par équipes
| Classement par équipes | Classement par équipes | Classement par équipes | Classement par équipes |
|                        | Équipe                 | Pays                   | Temps                  |
| ---------------------- | ---------------------- | ---------------------- | ---------------------- |
| 1re                    | BMC Racing             | États-Unis             | en 76 h 56 min 47 s    |
| 2e                     | Sky                    | Royaume-Uni            | + 3 min 36 s           |
| 3e                     | Movistar               | Espagne                | + 4 min 12 s           |
| 4e                     | Tinkoff                | Russie                 | + 4 min 51 s           |
| 5e                     | Astana                 | Kazakhstan             | + 7 min 17 s           |
| modifier               |                        |                        |                        |